# Airmed
Airmed ist eine Figur der keltischen Mythologie Irlands. Sie wird im Lebor Gabala Eirenn und den beiden Schlachten von Mag Tuired als Tochter des Túatha-Dé-Danann-Arztes Dian Cecht und Schwester der beiden heilkräftigen Brüder Miach und Ormiach erwähnt. Zusammen mit Miach kann sie die in der ersten Schlacht abgehauene Hand von Nuada wiederherstellen.
Als Dian Cecht aus Eifersucht wegen dessen Könnens seinen Sohn Miach erschlägt, weint Airmed an seinem Grab so viele Tränen, dass alle Pflanzen der Welt darauf sprießen. Sie sammelt sie, benennt sie und verbirgt sie in ihrem Umhang. Der auch darauf eifersüchtige Dian Cecht vernichtet jedoch die Pflanzen – deshalb kann niemand mehr alles Wissen über die Flora besitzen. Nur Airmed vergisst nichts davon.
Wie Dian Cecht und Miach ist sie in der Lage, durch das Singen von Beschwörungen an der Quelle von Sláine Tote ins Leben zurückzurufen.